# Stephen Swart
Stephen Swart (Auckland, 5 januari 1965) is een voormalig Nieuw-Zeelands wielrenner. Hij reed tijdens zijn carrière voornamelijk voor Amerikaanse ploegen. Daarbij onder andere Motorola, waarmee hij in 1994 en 1995 aan de Tour de France deelnam. Swart won als beroepsrenner etappes in de Herald Sun Tour (Australië) en de Tour of Canada. Hij won zilver op de ploegenachtervolging bij de Gemenebestspelen van 1986.

## Resultaten in voornaamste wedstrijden
| Jaar | Ronde van Italië | Ronde van Frankrijk | Ronde van Spanje |
| ---- | ---------------- | ------------------- | ---------------- |
| 1987 |                  | opgave              |                  |
| 1994 |                  | 112e                |                  |
| 1995 |                  | 109e                |                  |

| Jaar | Gent-Wevelgem |
| ---- | ------------- |
| 1987 |               |
| 1994 | 63e           |
| 1995 |               |

## Ploegen
- 1987 - ANC-Halfords
- 1988 - S.E.F.B.-Tönissteiner
- 1989 - Coors Light
- 1990 - Coors Light
- 1991 - Coors Light
- 1992 - Coors Light
- 1993 - Coors Light
- 1994 - Motorola
- 1995 - Motorola

Alcalá · Alvis · Anderson · Andreu · Armstrong  · Bauer · Dernies · Fraser · Hampsten · Hincapie · Hundertmarck · Larsen · Mejía · Ozers · Rampollo · Schur · Smith · Stenersen · Swart · Yates · Moerenhout (stagiair) · van Heeswijk (stagiair)
Andreu · Armstrong · Bauer · Casartelli  (tot 18/07) · Dernies · Fraser · Hincapie · Julich · Livingston · Mejía · Merckx · Ozers · Peron · Stenersen · Swart · van Heeswijk · Veenstra · Weltz · Yates · Zamana